# Michael Röckner
Michael Röckner (15 februarie 1956, Herford) este un matematician german, membru de onoare al Academiei Române în cadrul Secției de Științe Matematice (28 iunie 2018).
Michael Röckner este specializat în domeniul teoriei probabilităților, analiză și matematică fizică.